# 蜂須賀達志
蜂須賀 達志(はちすか たつし、1950年 - 2010年）は、日本の建築家。電電公社、NTTグループ、日総建に所属し活躍。
愛知県名古屋市生まれ。

## 略歴
愛知県立旭丘高等学校を経て1973年、名古屋大学工学部建築学科卒業。
1975年、名古屋大学大学院修士課程修了後、日本電信電話公社建築局入社。
1989年にNTT都市開発へ出向。
1994年からNTTファシリティーズ所属。2000年、同社建築事業本部建築デザイン部長。2006年に同社都市建築設計事務所所長。
2008年に日総建の社長に就任したが、2年後に現職のまま死去。
代表作に、東京国際空港第2旅客ターミナルビル、本郷の家｜早川建築設計室らと、大分ソフィアプラザビル、基町クレド、函南町保健福祉センター、イトーヨーカドー木場店、新風館、深川ギャザリアロータスパークなど多数。
秋葉原UDXで、SDA（社団法人日本サインデザイン協会）サインデザイン大賞／経済産業大臣賞受賞。
NTTDATA品川ビル・新風館で2004年度グッドデザイン賞受賞。その他インテリジェントアワード、商環境デザイン賞、広島建築文化賞大賞、インター・イントラスペースデザインセレクション、ロングライフビル推進協会BELCA賞、SDA賞コマーシャル部門、など。
2010年、日本都市総合設計連合体代表、他NTTファシリティーズ・ジェイアール東日本建築設計事務所・公共計画研究所・ジイケイ設計・早成設計・P4らと、全世界22チーム競合の国際公募都市計画コンペティション「青島マスタープラン提案競技」にて1位に選定された。